# Ancistrus malacops
Az Ancistrus malacops a sugarasúszójú halak (Actinopterygii) osztályának harcsaalakúak (Siluriformes) rendjébe, ezen belül a tepsifejűharcsa-félék (Loricariidae) családjába tartozó faj.

## Előfordulása
Az Ancistrus malacops Dél-Amerikában fordul elő. A perui Ampiyacu folyómedence endemikus halfaja.

## Megjelenése
Ez az algaevő harcsafaj legfeljebb 7,7 centiméter hosszú.

## Életmódja
A trópusi édesvizeket kedveli. Mint a többi algaevő harcsafaj, az Ancistrus malacops is a víz fenekén él és keresi meg a táplálékát.